# マット・カラシティー
マット・カラシティー（英語: Matt Carasiti, 本名：マシュー・ジョゼフ・カラシティー（Matthew Joseph Carasiti , 1991年7月23日 - ）は、アメリカ合衆国コネチカット州ハートフォード郡ニューブリテン出身のプロ野球選手（投手）。右投右打。MLBのコロラド・ロッキーズ所属。

## 経歴

### プロ入り前
コネチカット州のベルリン高等学校を卒業。高校生の時は目立つ投手であった。高校卒業後、ニューヨーク州のセント・ジョンズ大学に特待生として進学する。2012年のビッグ・イースト・カンファレンスのトーナメントでUSF（サウスフロリダ大学、University of South Florida）を7-3で下し優勝に貢献した。カラシティーは4試合のうち2勝をあげ、最優秀選手に選ばれた。

### プロ入りとロッキーズ時代

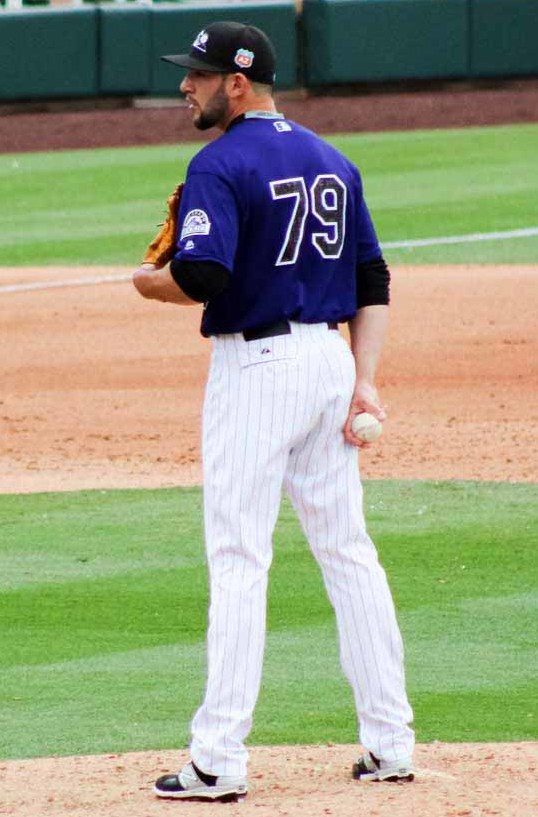
コロラド・ロッキーズ時代
(2016年3月5日)

2012年6月5日、MLBドラフト6巡目（全体194位）でコロラド・ロッキーズから指名された。
2016年8月12日のフィラデルフィア・フィリーズ戦でメジャーデビュー。リリーフで2回を投げたがチームは敗れた。 12月15日にロッキーズとマイナー契約を更新し、翌年のスプリングトレーニングに招待選手として参加することになった。

### カブス傘下時代
2017年6月26日にザック・ロスカップとのトレードで、シカゴ・カブスへ移籍した。11月6日に契約を更新したが、12月1日に日本でプレーするために放出された。

### ヤクルト時代
2017年12月5日に日本プロ野球（NPB）の東京ヤクルトスワローズと契約を結んだ。
2018年はオープン戦、公式戦の開幕後も不安定な投球が続き、2試合連続でセーブを失敗したことから抑えの座を石山泰稚に譲ることになり、敗戦処理での調整が続いた。それでも失点が止まらず、一度二軍落ちした。再昇格以後はロングリリーフで好投。その中のオリックス・バファローズ戦で打ち込まれた原樹理の後を受けて登板し5イニングを投げて1安打無四球の好投を見せ、翌週から先発に転向。最初の登板こそ5回4失点の内容であったが、それ以後は不安定な投手の多かったヤクルトの先発の中ではそこそこの安定感を見せ、先発ローテーションの一角に加わった。打撃も良く、26打数7安打、打率.269、1本塁打、5打点を記録した。12月2日に公示された保留者名簿に記載されず、自由契約となった。

### カブス傘下復帰
2019年1月3日にマイナー契約でカブスに復帰し、傘下のAAA級アイオワ・カブスで開幕から16試合の登板で防御率2.67の投球を続けた。6月7日に自らの希望で自由契約となった。

### マリナーズ時代
2019年6月7日にシアトル・マリナーズとマイナー契約を結び、傘下のAAA級タコマ・レイニアーズへ配属された。6月23日にメジャー契約を結んでアクティブ・ロースター入りした。9月8日にマイナー契約となった（そのままAAA級タコマへ配属。）。オフの11月4日にFAとなった。

### ジャイアンツ傘下時代
2020年1月6日にサンフランシスコ・ジャイアンツとマイナー契約を結び、スプリングトレーニングに招待選手として参加することになった。スプリングトレーニング中の3月8日、右肘のトミー・ジョン手術を受ける事が発表された。

### レッドソックス傘下時代
2021年1月27日、ボストン・レッドソックスとマイナー契約を結んだ。この年は2度目のトミー・ジョン手術を受けたため、マイナーでも登板がなかった。オフの11月7日にFAとなった。

### ジャイアンツ傘下時代
2022年1月22日、サンフランシスコ・ジャイアンツとマイナー契約を結んだ。7月17日に自由契約となった。

### 独立リーグ時代
2022年8月12日にアトランティックリーグのロングアイランド・ダックスと契約した。

### ロッキーズ復帰
2022年12月15日にコロラド・ロッキーズとマイナー契約を結んだ。2023年5月21日にメジャー契約を結んでアクティブ・ロースター入りした。以降は中継ぎとしてメジャーに定着し、6月3日のカンザスシティ・ロイヤルズ戦で2016年以来となる勝ち星を挙げ、12日のボストン・レッドソックス戦でメジャー初セーブを記録した。

## 選手としての特徴・人物
長身から繰り出す最速159km/hを計測したストレートとスプリットが武器。その他にもカットボール、チェンジアップを投げる。
森永製菓の菓子であるハイチュウ（特にストロベリー味）が好物であり、ヤクルト入団後は自身のスプリットに「ハイチュウ・スプリット」と命名した。
愛称は「シティー」。
登録名のマットも愛称である。

## 詳細情報

### 年度別投手成績
| 年 度    | 球 団    | 登 板 | 先 発 | 完 投 | 完 封 | 無 四 球 | 勝 利 | 敗 戦 | セ 丨 ブ | ホ 丨 ル ド | 勝 率 | 打 者 | 投 球 回 | 被 安 打 | 被 本 塁 打 | 与 四 球 | 敬 遠 | 与 死 球 | 奪 三 振 | 暴 投 | ボ 丨 ク | 失 点 | 自 責 点 | 防 御 率 | W H I P |
| -------- | -------- | ----- | ----- | ----- | ----- | -------- | ----- | ----- | -------- | ----------- | ----- | ----- | -------- | -------- | ----------- | -------- | ----- | -------- | -------- | ----- | -------- | ----- | -------- | -------- | ------- |
| 2016     | COL      | 19    | 0     | 0     | 0     | 0        | 1     | 0     | 0        | 2           | 1.000 | 83    | 15.2     | 25       | 1           | 11       | 0     | 3        | 17       | 2     | 0        | 17    | 16       | 9.19     | 2.30    |
| 2018     | ヤクルト | 32    | 13    | 0     | 0     | 0        | 7     | 3     | 3        | 1           | .700  | 420   | 94.2     | 89       | 7           | 43       | 1     | 4        | 73       | 7     | 0        | 53    | 44       | 4.18     | 1.39    |
| 2019     | SEA      | 11    | 5     | 0     | 0     | 0        | 0     | 1     | 0        | 0           | .000  | 43    | 9.2      | 11       | 2           | 5        | 0     | 0        | 10       | 4     | 0        | 6     | 5        | 4.66     | 1.66    |
| 2023     | COL      | 16    | 0     | 0     | 0     | 0        | 1     | 0     | 1        | 3           | 1.000 | 110   | 24.1     | 28       | 3           | 11       | 0     | 1        | 16       | 1     | 0        | 19    | 17       | 6.29     | 1.60    |
| MLB：3年 | MLB：3年 | 46    | 5     | 0     | 0     | 0        | 2     | 1     | 1        | 5           | .667  | 236   | 49.2     | 64       | 6           | 27       | 0     | 4        | 43       | 7     | 0        | 42    | 38       | 6.89     | 1.83    |
| NPB：1年 | NPB：1年 | 32    | 13    | 0     | 0     | 0        | 7     | 3     | 3        | 1           | .700  | 420   | 94.2     | 89       | 7           | 43       | 1     | 4        | 73       | 7     | 0        | 53    | 44       | 4.18     | 1.39    |

- 2021年度シーズン終了時

### 記録
NPB

#### 投手記録
- 初登板：2018年3月30日、対横浜DeNAベイスターズ1回戦（横浜スタジアム）、9回裏に4番手で救援登板・完了、1回無失点
- 初セーブ：2018年3月31日、対横浜DeNAベイスターズ2回戦（横浜スタジアム）、9回裏に4番手で救援登板・完了、1回無失点
- 初奪三振：2018年4月4日、対広島東洋カープ2回戦（明治神宮野球場）、9回表に安部友裕から見逃し三振
- 初勝利：2018年4月13日、対阪神タイガース1回戦（阪神甲子園球場）、9回裏無死に2番手で救援登板、1回無失点
- 初先発登板：2018年6月15日、対北海道日本ハムファイターズ1回戦（札幌ドーム）に先発登板、5回4失点で勝敗つかず
- 初先発勝利：2018年6月27日、対中日ドラゴンズ10回戦（明治神宮野球場）、6回1失点

#### 打撃成績
- 初打席：2018年6月9日、対オリックス・バファローズ2回戦（明治神宮野球場）、3回裏に山﨑福也から中飛
- 初安打：2018年6月27日、対中日ドラゴンズ10回戦（明治神宮野球場）、3回裏に藤嶋健人から中前安打
- 初本塁打・初打点：2018年7月27日、対阪神タイガース10回戦（明治神宮野球場）、5回裏に小野泰己から左越ソロ

### 背番号
- 61（2016年）
- 37（2018年）
- 56（2019年）
- 62（2023年 - ）